# Пиманова, Валентина Юрьевна
Валенти́на Ю́рьевна Пима́нова (род. 15 июля 1961, Москва) — российская журналистка, общественно-политический деятель, автор и ведущая программы «Кумиры».

## Биография
Родилась 15 июля 1961 года в Москве в семье архитектора.
В 1982 году окончила факультет журналистики МГУ им. Ломоносова. Училась на одном курсе с Владиславом Листьевым.

## Карьера на телевидении
- С 1987 по 1989 год Пиманова работала вместе с Листьевым во «Взгляде».
- 1990 год — главный редактор программы «Поле чудес».
- С 1991 года Валентина становится известной благодаря циклу программ «За кремлёвской стеной», который она делала с мужем Алексеем Пимановым[2].
- 12 декабря 1993 г. вела вместе с Пимановым и Тамарой Максимовой телемарафон «С Новым политическим годом!».
- В 1995 году — ведущая информационных выпусков ИТА. После смены руководства на ОРТ была уволена вместе с Татьяной Комаровой и Нелли Петковой. Позже перешла в только что созданную компанию «РТС» (ныне — «Останкино»). Автор ряда документальных фильмов.
- С 1999 по 2000 год — автор и ведущая программы «Мир женщины» (ТВЦ).
- С ноября 2001 по май[3] 2013 года — автор и ведущая программы «Кумиры».

## Фильмография

### Продюсер
1. 2008 — Люсьена Овчинникова. Жизнь в ожидании любви (документальный);
2. 2008 — Юрий Никулин. О грустном и смешном (документальный);
3. 2009 — Александр Ширвиндт. Счастливая жизнь счастливого человека (документальный);
4. 2009 — Я буду вам сниться. Никита Михайловский (документальный);
5. 2010 — Ингеборга Дапкунайте. Без комплексов и вредных привычек (документальный);
6. 2010 — Зоя;
7. 2011 — Хранимые судьбой;
8. 2011 — Анатолий Папанов. От комедии до трагедии (документальный);
9. 2013 — Леонид Харитонов. Падение звезды (документальный);
10. 2015 — Иннокентий Смоктуновский. За гранью разума (документальный);
11. 2015 — Жанна Прохоренко. «Оставляю вам свою любовь…» (документальный);
12. 2015 — Вера Васильева. Нечаянная радость (документальный);
13. 2015 — Нонна Мордюкова. Душа нараспашку (документальный);
14. 2016 — Любовь Казарновская. У моего ангела есть имя (документальный);
15. 2016 — Дмитрий Шостакович. Я оставляю сердце вам в залог (документальный);
16. 2017 — Ирина Аллегрова. Не могу себя жалеть (документальный);
17. 2017 — Александр Демьяненко. Шурик против Шурика (документальный);
18. 2017 — Игорь Кириллов. Как молоды мы были (документальный);
19. 2017 — Ольга Остроумова. Когда тебя понимают… (документальный).

### Режиссёр
1. 2011 — Хранимые судьбой;

### Сценарист
1. 2008 — Люсьена Овчинникова. Жизнь в ожидании любви (документальный);
2. 2011 — Хранимые судьбой;
3. 2011 — Анатолий Папанов. От комедии до трагедии (документальный);
4. 2013 — Леонид Харитонов. Падение звезды (документальный);
5. 2015 — Иннокентий Смоктуновский. За гранью разума (документальный);
6. 2015 — Жанна Прохоренко. «Оставляю вам свою любовь…» (документальный);
7. 2015 — Вера Васильева. Нечаянная радость (документальный);
8. 2015 — Нонна Мордюкова. Душа нараспашку (документальный);
9. 2016 — Любовь Казарновская. У моего ангела есть имя (документальный);
10. 2016 — Дмитрий Шостакович. Я оставляю сердце вам в залог (документальный);
11. 2017 — Ирина Аллегрова. Не могу себя жалеть (документальный);
12. 2017 — Александр Демьяненко. Шурик против Шурика (документальный);
13. 2017 — Игорь Кириллов. Как молоды мы были (документальный);
14. 2017 — Ольга Остроумова. Когда тебя понимают… (документальный).

## Семья
Разведена, бывший муж — Алексей Пиманов, тележурналист, телеведущий, продюсер.
В настоящее время — в гражданском браке с Леонидом Лютвинским (певец, актёр).
Дочь — Дарья Пиманова — автор программ, продюсер, работает на телевидении под псевдонимом.